# Fédération de Guinée-Bissau de football
La fédération de Guinée-Bissau de football (Federação de Futebol da Guiné-Bissau (pt) FFGB) est une association regroupant les clubs de football de Guinée-Bissau et organisant les compétitions nationales et les matchs internationaux de la sélection de Guinée-Bissau.
La fédération nationale de Guinée-Bissau est fondée en 1974. Elle est affiliée à la FIFA depuis 1986 et est membre de la CAF depuis 1986 également.

## Identité visuelle

Logo de [Quand ?] à [Quand ?].